# Hoses palmmård
Hoses palmmård (Diplogale hosei) är ett rovdjur i familjen viverrider och den enda arten i sitt släkte. Djuret förekommer bara i norra delen av Borneo och räknas till de mindre kända arterna i familjen.
Hoses palmmård liknar den närbesläktade arten bandad palmmård men skiljer sig från denna genom avsaknaden av mönster på den mörkbruna till svartaktiga pälsen. Kroppens undersida är ljusare, oftast gulgrå eller rödaktig. Öronen kännetecknas av en vit insida. Dessutom förekommer vid ansiktet en ljus gråbrun fläck kring ögonen och på kinden samt vita läppar. Extremiteternas utsida och svansen är svart. Djuret har en långsträckt kropp och en spetsig nos. Hoses palmmård når en kroppslängd (huvud och bål) mellan 47 och 54 centimeter samt en svanslängd mellan 28 och 34 centimeter. Arten har delvis simhud mellan tårna och på fötternas undersida mellan trampdynorna förekommer hår.
Hittills har nästan alla exemplar hittats i skogbevuxna kulliga regioner i norra Borneo mellan 325 och 800 meter över havet. Endast ett exemplar observerades vid en höjd av 1700 meter.
Det är inte mycket känt om artens levnadssätt. Det antas att den lever på marken och att den huvudsakligen är aktiv på natten som de flesta viverrider. På grund av undersökningar av djurets maginnehåll antas att den främst äter maskar och insekter. Få individer av arten har studerats, och uppgifterna angående populationsstorleken och hotstatus är därför osäkra. Det enda hittills infångade exemplaret fångades i juni 1997, och släpptes två månader senare. Baserat på studiet av detta djur gjorde forskaren Shigeki Yasuma antagandet att arten främst lever på småfisk, räkor, krabbor och grodor från vattendragen, kompletterat med insekter och andra smådjur som fångas på land.
Hoses palmmård hotas av skogsavverkningar. Det lämpliga habitatet är redan uppdelad i flera från varandra skilda områden. IUCN befarar att beståndet minskar med 10 procent under de följande 15 åren (räknad från 2015) och listar arten som sårbar (VU).